# Kalophrynus pleurostigma
Kalophrynus pleurostigma är en groddjursart som beskrevs av Johann Jakob von Tschudi 1838. Kalophrynus pleurostigma ingår i släktet Kalophrynus och familjen Microhylidae. IUCN kategoriserar arten globalt som livskraftig. Inga underarter finns listade i Catalogue of Life.